# Casone (Pitigliano)
Il Casone è una frazione del comune italiano di Pitigliano, nella provincia di Grosseto, in Toscana.

## Geografia fisica
Il centro abitato è situato lungo la strada statale 74 Maremmana, al limite orientale del territorio comunale, al confine con il comune di Latera e quindi con la provincia di Viterbo e la regione Lazio. L'intera zona è ricca di minerali e rocce vulcaniche come il sanidino, la melanite e la biotite.

## Storia
Nato nel tardo Medioevo come villaggio rurale della campagna maremmana, nel XV secolo il conte Bertoldo Orsini vi fece costruire un podere con una villa grande e imponente: da qui il toponimo Casone. Nell'ottobre 1643 presso il Casone ebbe luogo una battaglia tra le forze granducali medicee e quelle dello Stato Pontificio, che miravano alla presa di Pitigliano su iniziativa di papa Urbano VIII. La battaglia si risolse con una sconfitta per l'esercito pontificio, disfatta rimasta nella toponomastica della frazione con toponimi quali La Rotta, Sconfitta e Piana del Macello.
La villa del Casone fu proprietà dei granduchi di Toscana, per poi essere allivellata a famiglie locali durante il periodo lorenese. L'edificio non esiste più, in quanto fu raso al suolo dai bombardamenti anglo-americani nel giugno 1944.

## Monumenti e luoghi d'interesse
Nel centro del paese si trova la chiesa di San Paolo della Croce, cappella rurale di origini incerte, completamente ristrutturata dal 1930 al 1934 in stile neoromanico.
In via de' Lavatoi è inoltre collocato un monumento eretto dagli abitanti del Casone ai suoi caduti durante il periodo delle due guerre mondiali.

## Società

### Evoluzione demografica
Quella che segue è l'evoluzione demografica della frazione del Casone. Sono indicati gli abitanti del centro abitato e dove è possibile è inserita la cifra riferita all'intero territorio della frazione.
| Anno | Abitanti       | Abitanti |
| Anno | Centro abitato | Frazione |
| ---- | -------------- | -------- |
| 1936 | 141            | 354      |
| 1961 | 131            | 277      |
| 1981 | 140            | 221      |
| 2001 | 130            | —        |
| 2011 | 124            | —        |